# The Grudge (serie di film)
The Grudge è una serie di film di produzione statunitense o mista statunitense e giapponese diretti da Takashi Shimizu, composta da quattro film: The Grudge (del 2004), The Grudge 2 (del 2006) e The Grudge 3 (uscito in direct to home video nel 2009); è anche stato prodotto il reboot The Grudge del 2020 diretto da Nicolas Pesce. 
La saga è basata su una serie di film giapponesi iniziata con Ju-on del 2000 che si è sviluppata in parallelo a quelli di The Grudge. 
La serie ha riscontrato buon successo in tutto il mondo. 

## Serie
- The Grudge – film del 2004 diretto da Takashi Shimizu
- The Grudge 2 – film del 2006 diretto da Takashi Shimizu
- The Grudge 3 – film del 2009 diretto da Toby Wilkins
- The Grudge – film del 2020 diretto da Nicolas Pesce

## Personaggi
| Personaggio        | Film                                      | Film                                      | Film                                      |                |                |                |                |                |
| Personaggio        | The Grudge                                | The Grudge 2                              | The Grudge 3                              | The Grudge     |                |                |                |                |
| Famiglia Saeki     | Famiglia Saeki                            | Famiglia Saeki                            | Famiglia Saeki                            | Famiglia Saeki | Famiglia Saeki | Famiglia Saeki | Famiglia Saeki | Famiglia Saeki |
| ------------------ | ----------------------------------------- | ----------------------------------------- | ----------------------------------------- | -------------- | -------------- | -------------- | -------------- | -------------- |
| Kayako Saeki       | Takako Fuji / Aiko Horiuchi               | Takako Fuji / Aiko Horiuchi               | Takako Fuji / Aiko Horiuchi               |                |                |                |                |                |
| Toshio Saeki       | Yūya Ozeki / Ōga Tanaka / Shinba Tsuchiya | Yūya Ozeki / Ōga Tanaka / Shinba Tsuchiya | Yūya Ozeki / Ōga Tanaka / Shinba Tsuchiya |                |                |                |                |                |
| Takeo Saeki        | Takashi Matsuyama                         | Takashi Matsuyama                         |                                           |                |                |                |                |                |
| Protagoniste       |                                           |                                           |                                           |                |                |                |                |                |
| Karen Davis        | Sarah Michelle Gellar                     | Sarah Michelle Gellar                     |                                           |                |                |                |                |                |
| Aubrey Davis       |                                           | Amber Tamblyn                             |                                           |                |                |                |                |                |
| Lisa               |                                           |                                           | Johanna Braddy                            |                |                |                |                |                |
| Personaggi minori  |                                           |                                           |                                           |                |                |                |                |                |
| Maria Kirk         | Rosa Blasi                                |                                           |                                           |                |                |                |                |                |
| Igarashi           | Hiroshi Matsunaga                         |                                           |                                           |                |                |                |                |                |
| Suzuki             | Hajime Okayama                            |                                           |                                           |                |                |                |                |                |
| Mr. Fleming        |                                           | Paul Jarret                               |                                           |                |                |                |                |                |
| Mrs. Fleming       |                                           | Gwen Lorenzetti                           |                                           |                |                |                |                |                |
| Mrs. Davis         |                                           | Joanna Cassidy                            |                                           |                |                |                |                |                |
| Michael            |                                           | Shaun Sipos                               |                                           |                |                |                |                |                |
| Folklore Guy       |                                           | Zen Kajihara                              |                                           |                |                |                |                |                |
| Altri personaggi   |                                           |                                           |                                           |                |                |                |                |                |
| Matthew Williams   | William Mapother                          |                                           |                                           |                |                |                |                |                |
| Jennifer Williams  | Clea DuVall                               |                                           |                                           |                |                |                |                |                |
| Emma Williams      | Grace Zabriskie                           |                                           |                                           |                |                |                |                |                |
| Detective Nakagawa | Ryō Ishibashi                             |                                           |                                           |                |                |                |                |                |
| Alex               | Ted Raimi                                 |                                           |                                           |                |                |                |                |                |
| Peter Kirk         | Bill Pullman                              |                                           |                                           |                |                |                |                |                |
| Susan Williams     | KaDee Strickland                          |                                           |                                           |                |                |                |                |                |
| Yōko               | Yōko Maki                                 |                                           |                                           |                |                |                |                |                |
| Doug               | Jason Behr                                |                                           |                                           |                |                |                |                |                |
| Allison Fleming    |                                           | Arielle Kebbel                            |                                           |                |                |                |                |                |
| Lacey Kimble       |                                           | Sarah Roemer                              |                                           |                |                |                |                |                |
| Bill Kimble        |                                           | Christopher Cousins                       |                                           |                |                |                |                |                |
| Miyuki Nazawa      |                                           | Misako Uno                                |                                           |                |                |                |                |                |
| Nakagawa Kawamata  |                                           | Kim Miyori                                |                                           |                |                |                |                |                |
| Ms. Dale           |                                           | Eve Gordon                                |                                           |                |                |                |                |                |
| Trish Kimble       |                                           | Jennifer Beals                            |                                           |                |                |                |                |                |
| Sally              |                                           | Jenna Dewan                               |                                           |                |                |                |                |                |
| Vanessa            |                                           | Teresa Palmer                             |                                           |                |                |                |                |                |
| Eason              |                                           | Edison Chen                               |                                           |                |                |                |                |                |
| Jake Kimble        |                                           | Matthew Knight                            | Matthew Knight                            |                |                |                |                |                |
| Dr. Sullivan       |                                           |                                           | Shawnee Smith                             |                |                |                |                |                |
| Andy               |                                           |                                           | Beau Mirchoff                             |                |                |                |                |                |
| Gretchen           |                                           |                                           | Marina Sirtis                             |                |                |                |                |                |
| Max                |                                           |                                           | Gil McKinney                              |                |                |                |                |                |
| Rose               |                                           |                                           | Jadie Hobson                              |                |                |                |                |                |
| Naoko Kawamata     |                                           |                                           | Emi Ikehata                               |                |                |                |                |                |
| Mr. Praski         |                                           |                                           | Michael McCoy                             |                |                |                |                |                |
| Daisuke            |                                           |                                           | Takatsuma Mukai                           |                |                |                |                |                |
| Renee              |                                           |                                           | Laura Giosh                               |                |                |                |                |                |
| Brenda             |                                           |                                           | Mihaela Nankova                           |                |                |                |                |                |